# Saint-Méen-le-Grand
 Saint-Méen-le-Grand  ist eine französische Stadt mit 4642 Einwohnern (Stand 1. Januar 2022) im Département Ille-et-Vilaine in der Region Bretagne. Sie gehört zum Arrondissement Rennes und zum Kanton Montauban-de-Bretagne.

## Geographie
Die Stadt Saint-Méen-le-Grand liegt rund 40 Kilometer westlich von Rennes und 60 Kilometer südlich von Saint-Malo an der Grenze zum Département Côtes-d’Armor.
Im Norden des Gemeindegebietes verläuft der Fluss Garun, das südliche Gemeindegebiet wird von mehreren kleinen Bächen zum Meu entwässert.

### Nachbargemeinden
Umgeben ist Saint-Méen-le-Grand von den Nachbargemeinden Quédillac im Norden, Le Crouais im Osten,  Saint-Onen-la-Chapelle im Süden, Gaël im Südwesten, Loscouët-sur-Meu im Westen und Plumaugat im Nordwesten.

## Geschichte
1831 wurde die Ordensgemeinschaft der Schwestern der Unbefleckten Empfängnis von Saint-Méen gegründet. Erst im Jahr 1918 wurde der Gemeindename von Saint-Méen auf Saint-Méen-le-Grand geändert.

### Bevölkerungsentwicklung
| Jahr      | 1968 | 1975 | 1982 | 1990 | 1999 | 2006 | 2017 |
| Einwohner | 3063 | 3358 | 3742 | 3729 | 3566 | 4026 | 4635 |

## Partnergemeinden
Saint-Méen-le-Grand unterhält Partnerschaften mit folgenden Gemeinden:
- Haltwhistle in Northumberland
- Valentano in der Provinz Viterbo

## Wirtschaft und Infrastruktur
Der Ort wird von der Route nationale 164 erschlossen. Darüber hinaus liegt der Ort an der Bahnstrecke Ploërmel–La Brohinière, in Saint-Méen wird ein Industriegebiet mit Güterzügen bedient.

## Sehenswürdigkeiten
- Ehemalige Abteikirche Saint-Méen aus dem 12. Jahrhundert, Monument historique[1]
- Steinkreuz aus dem 15. Jahrhundert, Monument historique[2]
- Rathaus aus dem Jahre 1933 vom Architekten Jean Poirier

## Persönlichkeiten
- Louis Bobet, genannt Louison Bobet (1925–1983), französischer Radfahrer. Das Museum Louison Bobet in der Rue de Gaël gibt einen Überblick über die sportliche Laufbahn des dreimaligen Tour-de-France-Gewinners.
- Jean Bobet (1930–2022), französischer Radrennfahrer und Bruder von Louison Bobet
- Frédéric Guesdon (* 1971), französischer Radrennfahrer